# Combate do Chão da Feira
O Combate de Chão da Feira, ou Acção do Chão da Feira, foi um confronto entre forças opostas do Exército Português durante a Revolta dos Marechais, travado no lugar de Chão da Feira, próximo da Batalha, a 28 de Agosto de 1837. 
Tratou-se de um evento peculiar (na verdade, não se tratou de uma batalha, apesar do nome), porque os dois exércitos, quando se encontraram frente a frente, reagiram de uma forma pouco comum. De um lado, os soldados gritaram vivas à Carta; do outro, vivas à Constituição. A celebração de um armistício evitou o combate de facto.